# ABX Air
ABX Air – amerykańska linia lotnicza z siedzibą w Wilmington w stanie Ohio.
Przedsiębiorstwo świadczy usługi przewozowe towarów.

## Flota
- 15 Boeingów 767-200F